# Раздельное время
«Раздельное время» с русским названием «Час выбора» — роман Антона Дончева 1964 года. Самый популярный болгарский роман после «Под игом» Ивана Вазова, отражающий последний период османского расцвета под властью великого визиря Фазиля Ахмед-паши.
По состоянию на 2011 год переведён чем 33 языков народов мира, а в 2016 году он опубликован на китайском языке. В 2009 году роман стал второй в кампании Большого чтения в Болгарии.

## Сюжет
В романе художественно воссоздана судьба населения долины в Родопах в переломное время для болгар, религии, Османской империи, Европы и мира. В 1645 году разразилась Кандийская война. Судьба вынудила османские власти собрать кровавый налог на «последнюю битву», чтобы победить Республику Святого Марка, и отобрать последнее греческое владение — остров Крит.
Личные судьбы, перипетии и драмы жителей Родоп воссоздаются в романе со всей трагичностью ушедшего времени, но с ароматом чего-то нового и неведомого людям того периода, уже маячившей на горизонте эпохи Просвещения. Действие романа происходит в 1668 году. Вот какие события этому предшествовали. Итак, 25 мая 1666 года янычары под предводительством Фазиля Ахмед-паши отправились в поход по суше и морю на Кандию. И для этой победы необходимо было попутно мобилизовать все имеющиеся ресурсы - те кто стал бы отказываться, должны быть жестоко наказаны. Уже очень скоро, 16 сентября 1666 года, лидер крупной иудейской мессианской секты Шабтай Цви возвестил миру с Башни Правосудия, что принимает ислам, произнеся священное «Аллах велик». А немногим более года спустя, в конце 1667 года, султан Мехмед IV прибыл к стоявшим тогда в Фессалии янычарам, откуда можно будет быстрее получать сведения о ходе военных действий на Крите.
Только ценой «последней слитой крови» болгар с Родоп, составивших костяк янычарского войска, станет возможным одержать последнюю великую победу «Меча Османа». В конце концов, 25 сентября 1669 года османская армия с триумфом войдёт в ключевую крепость Кандия, последний оплот сопротивления, и султан Мехмед IV, услышав о победе, заплачет от нечаянной радости.

## Действующие лица
- Караибрагим — спаги, которого послали преобразовать долину в Родопах
- Манол — болгарский пастух
- Абдулла Венецианец — исламизированный французский высокородный дворянин, узник Караибрагима, присоединившийся к защите Кандии. Прозвище "Венецианец" получил поскольку сражался на стороне Венеции.
- Дедушка Галушко — мельник, удочеривший Манола
- Сулейман Ага — хозяин горной долины
- Священник Алигорко — монах с Афона
- Момчил — сын Манола
- Елица — невеста Момчила
- Севда — вдова, влюбленная в Манола

## Экранизации
- Время насилия (болг. Време на насилие, 1988) — режиссёр Людмил Стайков.